# Zoológico de Los Ángeles
El Zoológico de Los Ángeles o Jardín botánico y zoológico de Los Ángeles (en inglés:Los Angeles Zoo  o bien Los Angeles Zoo and Botanical Gardens) es un parque de 133 acres (54 ha) fundado en 1966 y ubicado en la ciudad de Los Ángeles, al sur de California y al oeste de los Estados Unidos. La ciudad de Los Ángeles es propietaria de todo el zoológico, su tierra, instalaciones y los animales. El personal de cuidado de los animales, del mantenimiento de jardines, de la construcción, educación, información pública, y el personal administrativo son empleados de la ciudad.
El primer zoológico, llamado el parque zoológico de Griffith (Griffith Park Zoo), fue inaugurado en 1912 y se encuentra a dos millas (3,2 km) al sur del sitio actual del zoológico, hasta que fue cerrado en agosto de 1966,  no se establecería en su actual ubicación hasta noviembre de ese mismo año. Está reexaminando su política de cómo introduce chimpancés bebés a la tribu.